# Hysteria (canción)
«Hysteria» es el tercer sencillo del álbum Absolution (2003) de la banda británica de rock alternativo Muse. Fue lanzado el 1 de diciembre de 2003. 
La canción es considerada un clásico entre los fanáticos de la banda. De hecho, en 2012 ésta fue votada como la mejor canción de Muse por lectores de la revista NME. «Hysteria» llegó al número 17 de las listas de singles del Reino Unido y llegó al número 9 en el Billboard Modern Rock Tracks de Estados Unidos. Es una de las canciones más tocadas por Muse en sus conciertos.

## Composición
La canción inicia con un ''riff'' de bajo distorsionado, considerado por muchos el mejor riff de bajo de la banda. Esta parte era inicialmente tocada en guitarra durante las pruebas de sonido de la gira para promocionar el álbum Origin of Symmetry. Se trata de una de las primeras canciones en ser escritas para este álbum.
La canción trata sobre «el deseo de algo o alguien a quien no puedes tener».

## Vídeo musical
Un hombre sin camisa despierta en una habitación de hotel. Una empleada del lugar intenta entrar, pero el hombre bloquea la puerta al ver que el cuarto está completamente destruido, y contempla lo sucedido la noche anterior. Recoge una cámara de vídeo del suelo entre varios fragmentos de cristal y reproduce tres cintas. En la primera se muestra a una chica y parece que el hombre la está espiando, en la segunda están hablando (se da a entender que es una prostituta), y en la tercera se muestra lo que ocurrió en la habitación del hotel: el protagonista la golpea, la chica sale corriendo y ahí es cuando el hombre comienza a destrozarlo todo y a gritar con "histeria". Al día siguiente intenta llamarla mientras reproduce las cintas, y al final se queda solo con arrepentimiento e ira reprimidos por lo que hizo.
El vídeo está basado en una escena de la película «The Wall» de Pink Floyd.

## Lista de canciones
- 7", CD

1. "Hysteria" – 3:47
2. "Eternally Missed" – 6:05
  - Produced by John Cornfield, Paul Reeve and Muse.

- DVD

1. "Hysteria" (video – Director's Cut)
2. "Hysteria" (DVD Audio)
3. "Hysteria" (live on MTV2 Video)
4. "Artwork Gallery"